# アルビア (列車)

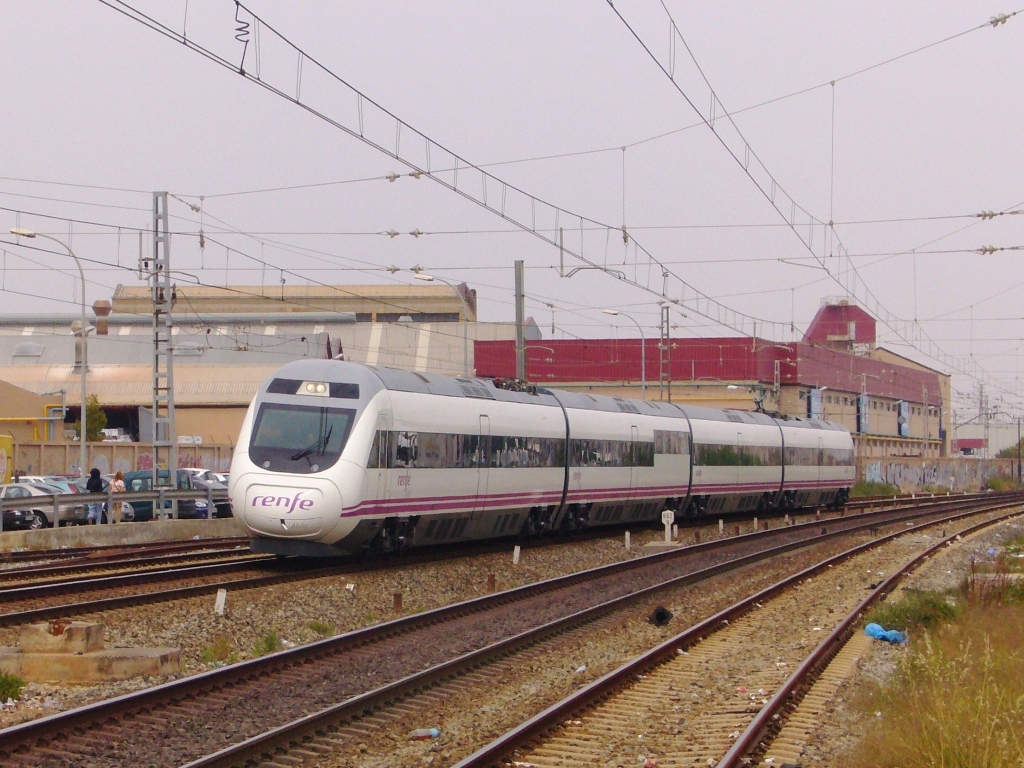
S120

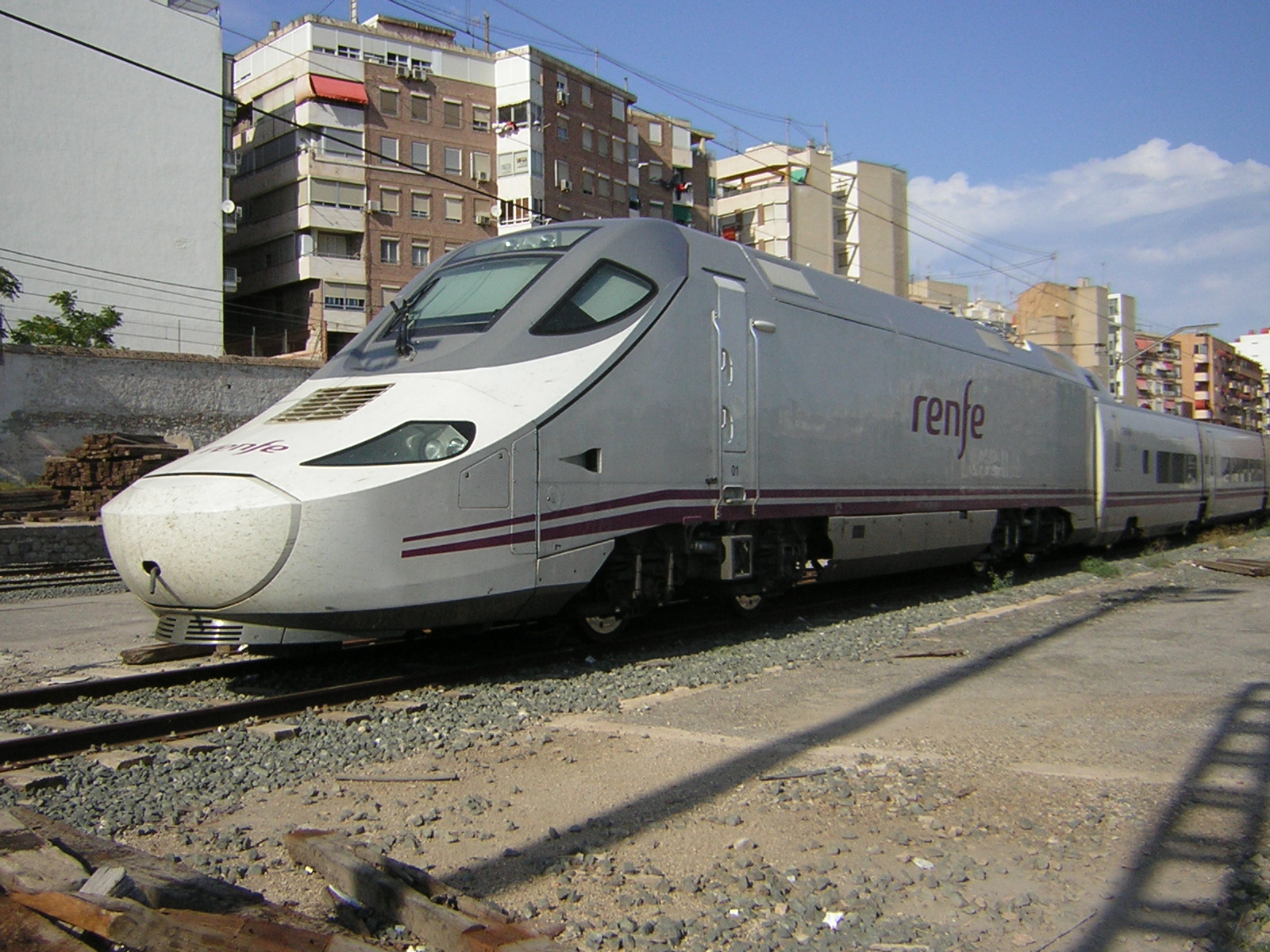
S130

アルビア（Alvia）はスペインのレンフェが運行する長距離の高速列車サービスである。座席のクラスはエコノミークラス（2等）とpreferential（1等）に分かれている。現在6系統が運行されている。車両は軌間可変車両が利用されており、タルゴと同様に標準軌と広軌間の軌間変換区間を通過することにより早く軌間を変えることが可能である。
最初に導入されたのは2006年でサラゴサ・リェイダの高速新線が延伸開業した時に、マドリード・バルセロナ間で動力分散方式の120系が運行を開始した。2007年秋にはタルゴ客車を組み合わせた動力集中方式の新しい130系が登場し、269形機関車や252形機関車が牽引するマドリッド・ヒホン間などの列車を置き換えた。マドリード=バリャドリッド高速鉄道線の開業後は130系が追加で導入される予定である。

## 事故
2013年7月24日、S730系がスペイン北西部のサンティアゴ・デ・コンポステーラ近郊で脱線し、78人が死亡、約140人が負傷した。スペインの40年間の中で最悪の事故と呼ばれている。